# Larissa (stad)
Larissa (soms gespeld als Larisa; Grieks: Λάρισα) is een plaats in Griekenland, ongeveer centraal in het oosten van het land gelegen, aan de rivier de Pinios en ten noordwesten van de stad Volos. Het is de hoofdstad van de regio Thessalië. In 1991 had de stad 113.900 inwoners.
De stad is per trein te bereiken vanuit andere Griekse steden, zoals Athene, Volos en Thessaloniki.
Op oude munten komt de naam van de stad voor met één s, dus als Larisa gespeld. In de oudheid hadden diverse steden deze naam. In het Grieks en de meeste Slavische talen wordt overigens nog steeds de originele benaming, Larisa, aangehouden.
Sedert 2011 is Larissa een fusiegemeente (dimos) in de Griekse bestuurlijke regio (periferia) Thessalië.
De drie deelgemeenten (dimotiki enotita) van de fusiegemeente zijn:
- Giannouli (Γιάννουλη)
- Kilada (Κοιλάδα)
- Larissa (Λάρισα)

## Verkeer
De stad Larissa ligt aan een aantal verkeersaders. Zo ligt de stad aan de PATHE-snelweg (GR–A1 respectievelijk E-75) die het noorden van Griekenland verbindt met Athene. Het station van Larisa ligt aan de spoorlijn die Athene met Thessaloniki verbindt.

## Sport
Het voetbalteam van de stad heet AE Larissa 1964. Larissa organiseerde in 2013, samen met de stad Volos, de Middellandse Zeespelen.

## Bezienswaardigheden
- De metropoliet van Larissa
- De akropolis van Larissa
- De 2 antieke theaters
- Het monument van Hippocrates
- Het archeologisch museum

## Geboren
- Konstantinos Chalkias (1974), voetballer
- Yannis Goumas (1975), voetballer
- Fani Chalkia (1979), hordeloopster
- Theofanis Gekas (1980), voetballer

## Partnersteden
- Bălți (Moldavië), sinds 1986
- Banská Bystrica (Slowakije), sinds 1995